# ギャン
ギャン (GYAN) は、「ガンダムシリーズ」に登場する架空の兵器。有人式の人型機動兵器「モビルスーツ  （MS）」のひとつ。初出は、1979年に放送されたテレビアニメ『機動戦士ガンダム』。
作中の敵側勢力であるジオン公国軍の機体。西洋の甲冑をまとった騎士のような外観が特徴で、剣と盾（武器内蔵）という白兵戦に特化した武装がほどこされている。劇中では、パイロットであるマ・クベ大佐の「わたし用に開発していただいたMS」との台詞があるが、のちに発行された書籍などではゲルググと次期主力量産機の座を争う競作機と設定された（詳細は後述）。劇場版には登場しなかった。
本記事では、外伝作品に登場するバリエーション機などについても解説する。

## デザイン
『機動戦士ガンダム』総監督の富野喜幸によるラフスケッチをもとに、大河原邦男がクリーンアップをおこなっているが、ラフの段階で基本デザインはほぼ完成している。ラフには「#37用 やられモビルスーツ “ハクジ” マ・クベ用」と記されており、「テッカマン的ですか」との書き込みもある。また、背部ランドセルやシールドの内蔵武器についても描かれている。
「トミノメモ」によれば、当初の名称は上記の通り「ハクジ」であり、「ギャン」はゲルググに予定されていた名称であった。

## 設定解説
ツィマット社が、一年戦争後期にジオン公国軍が推進する「第2期主力MS開発計画」にもとづいて開発した機体。もともとはMS-X10の型式番号で開発されており（ザクとの競合機が原型とする説もあるという）、来るべき連邦軍のRXタイプMS（特にガンダムなど）との戦闘に備え、高度な白兵戦能力をもつ機体として設計されている。
一年戦争中期に次期主力空間戦闘用MSとして公国軍に提出されたプランは、高機動型ザクII（R-2型）、リック・ドム、そしてMS-11（ゲルググ）であるが、連邦軍のRXタイプMS出現の報により軍の要望に「ビーム兵器を携行可能なMS」が加わったため、ゲルググはMS-14に移行し、本機と競作する形となる。
コンペティションの結果、本機の運動性能は高く評価されるものの、空間戦闘能力や汎用性において一歩譲り、加えてビーム・ライフルのドライブなどの条件を満たせず、総合性能に勝るゲルググが制式採用される。ただし、当初から本命はゲルググであったとされ、本機とのコンペティションも「セレモニー」に過ぎないといわれる。
なお、ゲルググのスラスター類はツィマット社の技術が採用されており、自社が開発に参加したMSにあえて自社のMSで対抗した同社の真意は「謎めいている」とも評される。ただし、当時の公国系のMS開発は技術交流がなかば強制されており、技術や人材が総動員されていることから、本機も厳密にツィマット社製に分類するのは難しいとされる。
本機が近接戦闘を重点に置いた理由として、リック・ドムなどの重武装MSの支援砲撃のもとに敵陣営に突入し、格闘戦に持ち込むという戦術思想にもとづいて設計されたとする資料もある。類似する説として、リック・ドムを「対艦攻撃機」、本機を対MS用の「戦闘機」と位置付けた運用戦術構想をコンペティションの際に提示したのではないかとするものもある。しかし、公国軍では異なる機能をもつMSの連携を採用しなかったという。本機の生産数は1機と3機の2説があるが、少なくとも1機がマ・クベ大佐の専用機として改修され、実戦参加している。
コンペティションには敗れるものの、本機は対MS用として優秀な面を一部の公国系技術者から非常に高く評価されており、ペズン計画では本機とゲルググのハイブリッド・タイプであるガルバルディ（α）を開発、アナハイム・エレクトロニクス社においてもガンダム開発計画初期においてのフォロープランにて本機の設計をベースとした新型ガンダムであるガンダム開発試験0番機（エンゲージゼロ）が、のちのネオ・ジオン軍でも本機の設計思想を受け継いだR・ジャジャなどが開発されている。

### 機体構造
流体パルスアクセラレーター
股間部に装備されている円筒形のユニット。公国軍MSの駆動装置に採用されている「流体パルスモーター」へメイン・ジェネレーターから動力伝導ケーブルで分配される極超音速のエネルギー・パルスの余剰を蓄積し、必要に応じて該当する駆動部に送出する機能をもつ。駆動装置のコンデンサーまたはブースターとも呼べる機構であり、脚部の反応速度と駆動力を向上させ、また本機が実戦で見せたフェンシングのようなステップを可能にしたのも本ユニットによるものとされる。敵機の攻撃による損壊または応力限界により自壊した場合は、即時に切り離しが可能。
機体制御システム
ソフト面では、サーベル戦闘における機体制御を補助し、パイロットの技量をおぎなう操縦システムを標準装備しており、システムとしての白兵戦能力の向上が図られている。
胴体部
ドムやゲルググを踏襲したブロック構造で、連邦系MSのレイアウトを参考にしている。基礎フレームはゲルググあるいはその試作機から流用している可能性が高いとされ、ジェネレーターを除く両機の決定的な違いは流体パルスアクセラレーターの分岐動力伝達回路の有無のみとする説もある。
ランドセル
姿勢制御やチャージ時のブースターとして使用される。大気圏内外の両方に対応している。推力のすべてをランドセルに依存しているため、空間機動性はやや低い。
頭部
形状および部材配置は、格闘戦に対応したものとなっている。コンパクトにまとめられており、極力余計なものを露出しないよう頭部冷却用インテークが小型化され、動力パイプとともに装甲内におさめられている。メイン・ジェネレーターと流体パルスアクセラレーターのコンダクターが内装されており、双方の協調稼働を制御する。頭頂部にはアンテナを装備。
モノアイは、グラモニカ社製のユニットをナロー化してレール移動の速度を向上し、後方視界もフォロー可能となっている。捕捉スピードが向上し、敵の攻撃に素早く対応できる。スリットもより狭くなっているが、映像処理フレームの改善により既存の機体より視界は広い。
腕部
専用のビーム・サーベルの運用を前提に調整され、反応速度と駆動力を限界まで改善、前者は当時本機を上回る機体が存在しないとされる。マニピュレーターはザクなどとほぼ同等だが、手首などの可動範囲が拡大されており、より人間的な挙動が可能となっている。

### 武装
ビーム・サーベル
公国軍初のビーム・サーベルとされ、「ビーム剣」とも呼ばれる。本機のジェネレーターはビーム・ライフルをドライブするには無理があるが、ビーム・サーベルの運用には十分な出力があり、連邦軍の標準的なビーム・サーベルより高出力のビーム刃を形成可能である。斬撃よりも刺突に特化した仕様となっている。なお、テレビ版放送終了直後に発行された資料には「レーザー剣」とするものもあった。
ミサイル・シールド
ハイド・ボンブとニードル・ミサイルを内装する円形の専用シールドで、「ギャンシールド」とも呼ばれる。攻防一体の装備であり、基本的には「一騎討ち」を想定したものとされ、「対ガンダム用」ともいわれる。内蔵火器の誘爆の危険性があり、防御範囲も広くはないが、本機の性格上は充分な防御装備とされる。また、ビーム・サーベルを使用する際のカウンター・ウェイトとしても機能する。
ハイド・ボンブ
公国軍で用いられている浮遊機雷を流用した宇宙機雷。ミサイル・シールドの射出口は10あるいは12箇所で、装填数は12基と25基の2説がある。
ニードル・ミサイル
小型のミサイルで、「はりミサイル」や「シールド・ミサイル」とも呼ばれる。ミサイル・シールドの装填数は56基と60基の2説がある。威力は低いが、威嚇や牽制などに有効であり、可動部に直撃すれば戦闘不能にすることも可能である。

### 劇中での活躍
テレビ版『機動戦士ガンダム』第37話にのみ登場。マ・クベが搭乗し、サイド5宙域で配下のリック・ドムを使ってガンダムをおびき出し、小惑星の上に立ちはだかる。ガンダムが接近すると小惑星を爆破し、シールドに使用不可能なほどの損傷を与える。そのままテキサス・コロニー内に逃げる形で誘い込み、ゲートに爆弾、コロニー内にハイド・ボンブを仕掛けるが、致命傷には至らない。さらには、ガンダムの主力兵装であるビーム・ライフルの弾切れを誘い、白兵戦に持ち込んで先制するという、周到かつ執拗な策でガンダムに挑んだが、ビーム・サーベルを二刀流で用いたガンダムに胴体を切断され、撃破される。
劇場版『機動戦士ガンダムIII めぐりあい宇宙編』では、テキサス・コロニーでの展開がソロモン戦の前に移されたこともあってギャンは登場せず、マ・クベも戦死していない。
雑誌『MJ』に連載されたメカニックデザイン企画「F.M.S」では、オデッサ戦の2週間後、マ・クベ師団の残存勢力から本機とその技術陣を回収するエピソードが記されている。
漫画『機動戦士ガンダム C.D.A. 若き彗星の肖像』の冒頭は劇場版をベースにしているため、ア・バオア・クーからの脱出時にマ・クベが搭乗するが、敵艦の砲撃によって撃破される。
短編小説集『ガンダムNOVELS―閃光となった戦士たち』収載の「月光の夢 宇宙の魂」では、ギャンとゲルググの次期主力機コンペティションの様子が語られている。ここではギャンがフィールドモーター駆動とされているほか、一部の設定に小説独自の解釈が見られる。
漫画『機動戦士ガンダム THE ORIGIN』では、オデッサ戦での撤退時にマ・クベが搭乗し、グフ部隊を率いて殿を務めるため、ガンダムとも交戦しない。マ・クベは「量産はさせるな、マ・クベの名はギャンとともに記憶されるべき」と豪語し、兵の後退を確認してから黒海に入水し、連邦軍の水上艦隊を道連れに自爆する。また、同作品の短編外伝「アムロ0082」（単行本第24巻に収録）では、アムロを暗殺しようとするジオン軍残党「ウラガン中隊（カンパニー）」が造り上げた本機のレプリカである「ギャンもどき」が鳥取砂丘に現れるが、「設計図もないやっつけ仕事」で造られたため、両肩の関節が武装の重さに耐えきれず自壊する。ウラガンはマ・クベの遺影からギャンを1体にしておかなかったことを叱責されて失神し、遺影のマ・クベは姿を消す。

### 設定の変遷
型式番号は、ムック『ガンダムセンチュリー』（1981年）で設定された "MS-15" が、メカニックデザイン企画『モビルスーツバリエーション (MSV)』（1983-1984年）およびバンダイ発行の書籍『ENTERTAINMENT BIBLE』シリーズ(1989年-)でも踏襲された。"YMS-15" の初出はホビージャパン社発行の書籍『機動戦士ガンダムRPG アドバンスドエディション』（1998年）であり、その後に発売された「HGUC」（1999年）以降のプラモデルでも継承され、書籍『MS大全集』シリーズでも1998年度版までは "MS-15" 、2003年度版以降は "YMS-15" に改訂された。なお、HGUCの付属説明書では、同型機が存在しないため便宜上 "MS-15" と表記されることもあるが、決して誤りではないとしている。また、 "MS-15" 以前は "MS-X10" という設定だったとする資料もあるが、当時実際に表記していた資料は確認されていない。
劇中では、第37話に本記事冒頭に記したマ・クベの台詞のほか、シャア・アズナブルの副官マリガンの「ご自分（マ・クベ）用のMSを開発させて」との台詞もある。放送終了直後に発行された書籍では「マ・クベ専用に開発されたMS」とされ、2019年時点の『機動戦士ガンダム』公式ウェブサイトでも同様である。また、マ・クベの「キシリア少将に男としての面子がある」という台詞もあり、キシリア・ザビが製造させたとする資料もあった。なお、「トミノメモ」では「（マ・クベが）特注してあったMS」とされていた。「ゲルググとの競作機」という設定は『ガンダムセンチュリー』が初出である。
劇中でそれまでMSに搭乗しなかったマ・クベの操縦でも、ほぼニュータイプに覚醒していたアムロのガンダムと対等に渡り合っており、放送終了直後の書籍では「初心者でもかなり自在に操縦できる」と記述したものもあった。

## ゲームの「ifルート」に登場するバリエーション
ギャンは制式採用されなかった機体とされるが、ゲーム『機動戦士ガンダム ギレンの野望』シリーズなどでは戦争の流れにおけるif（従来設定とは異なる宇宙世紀の歴史）が楽しめるよう作られたため、「もしもゲルググではなくギャンが制式採用されていたら」という設定のもとで複数のバリエーション機が登場する。これらの機体は、おもにゲルググの各バリエーション機と対になるように設定されており、同様にカラーリングなどが異なるエース・パイロット専用機も設定された。

### ギャン量産型 (A)
『機動戦士ガンダム ギレンの野望』が初出（型式番号：MS-15A）。MS-14A ゲルググ（量産型）に相当する機体。同作品では、形状は原作版と同じで機体色が金色となっていたが、続編の『ギレンの野望 ジオンの系譜』以降は頭部アンテナが短くなり、機体色もグレーに変更されている。
PCゲーム『ガンダムネットワークオペレーション』および『同 2』でも型式番号は同じだが名称は単に「ギャン」と表記され、機体色は白とライト・グレーを基調とする。なお、同作品でも以下の『ギレンの野望』シリーズ初出のバリエーション機が登場する。
『SDガンダム GGENERATION-0』を初出として、以降の同シリーズにも登場する（型式番号：MS-15）。外観は初代『ギレンの野望』版と同様。
なお便宜上、後述の『トワイライト オブ ジオン』版と区別するため、名称に型式番号末尾の (A) を付記している。

### ギャン先行量産型
『ジオンの系譜』が初出（型式番号：YMS-15 / MS-15S）。YMS-14 / MS-14S ゲルググ先行量産型に相当する機体で、テレビ版とほぼ同一。
- 専用機
  - アナベル・ガトー
  - シャア・アズナブル
  - マ・クベ
  - ランバ・ラル
  - ロバート・ギリアム（『ジオン独立戦争記』に登場）

### 高機動型ギャン
『ジオンの系譜』が初出で、ゲーム中の開発プラン名やトレーディングカードなどでは「ギャン高機動型」と表記されることもある（型式番号：MS-15B）。MS-14B 高機動型ゲルググに相当する機体。ゲルググと同様、ギャンもバックパックや一部の装甲と武装を換装するだけで仕様変更できるが、後述のギャンキャノン（C型）はキャノンの追加や肩部装甲の変更程度にとどまるのに対し、このB型は全体の外装が大きく異なっている。 ビーム・サーベルが大型のビーム・ランスに代わり、さらに格闘戦能力が向上している。また速射砲が追加され、射撃武装も強化されている。
- 専用機
  - 黒い三連星
  - ジョニー・ライデン
  - シン・マツナガ
  - エリオット・レム（『ジオン独立戦争記』に登場）
  - ギャビー・ハザード（『ジオン独立戦争記』に登場）
  - マサヤ・ナカガワ（『ジオン独立戦争記』に登場）

### ギャンキャノン
『ジオンの系譜』が初出（型式番号：MS-15C）。MS-14C ゲルググキャノンに相当する機体。バックパックから肩越しに実弾式の大口径短の180ミリキャノン砲2門を装備しており、ギャンにガンキャノンをかけ合せたような外見をもつ。中距離支援用の機体であるが、A型と同じビーム・サーベルを装備しており、格闘戦能力にも優れる。また、左腕にグレネード・ランチャーを装備している。
- 専用機
  - トーマス・クルツ（『ジオン独立戦争記』に登場）

### ギャンM（マリーネ）
GYAN MARINE
『機動戦士ガンダム ギレンの野望 ジオン独立戦争記』が初出（型式番号：MS-15F）。MS-14F ゲルググMに相当する機体。
ギャンの海兵隊仕様で、A型がベースとされるが頭部を含む外観はB型に近い。継戦能力向上のため、バックパックは推力を向上し、プロペラントタンクを3本増設可能なものに交換されており、さらに装甲の軽量化が図られている。武装はB型と同様、ビーム・ランスとロケット・ランチャー・シールドを標準装備とする。

#### ギャンM（マリーネ）指揮官用
『ジオン独立戦争記』が初出（型式番号：MS-15Fs）。MS-14Fs  ゲルググM（指揮官用）に相当する機体。頭部バルカン砲が追加されている。
作中では、シーマ・ガラハウ専用機として扱われている。

### ギャンK（クリーガー）
GYAN KRIEGER
『ジオン独立戦争記』が初出（型式番号：MS-15KG）。MS-14JG ゲルググJに相当する機体。名称は「戦士」に由来する。
B型をベースに改良された強襲用の機体で、MS-15系の最終生産型。ジェネレーターが強化されており、高加速性能を活かした敵陣突破を得意とする。さらにビーム・ランスの攻撃力も向上し、戦艦も一撃で屠るとされる。シールドは裏側にランチャー（ビーム砲とも）2門を装備した「ランチャー・シールド」と呼ばれる専用のものを携行する。
後年発表された、一年戦争を舞台とする漫画『機動戦士ガンダム バンディエラ』に登場するMSレプスの四肢は、本機（「開発中の新機体」とされる）と同型となっている。

### ギャンEXAM搭載型
『ガンダムネットワークオペレーション』および『同 2』に登場（型式番号：MS-15[EXAM]）。同作品ではMS-08TX[EXAM] イフリート改も先行して登場する。
ニムバス・シュターゼンがクルスト博士の逮捕に成功し、ギャンの量産が決定すると生産される。外観はYMS-15 ギャン（同作品では「初期生産型」とされる）と同様だが、機体色はやや明るめとなっている。

## 上記以外のバリエーション

### ギャン量産型 (B)
ツクダホビーのシミュレーションボードゲーム『ジークジオン』サプリメントセット第3弾『トワイライト オブ ジオン』（1991年）に登場（型式番号：MS-15B）。ゲルググの量産に伴い10機程度しか製造されなかったとされる。ゲルググ・タイプのビーム・ライフルを装備しており、遠距離戦闘にも対応している。
なお便宜上、先述の『ギレンの野望』版と区別するため、名称に型式番号末尾の (B) を付記している。

### ギャン・エーオース
メカニックデザイン企画『MSV-R』に登場。「エーオース」の名称はギリシャ神話の暁の女神にちなみ、機体はパイロットの間から「暁の騎士」とも呼ばれる。
3機試作されたギャンのうちの2機を突撃機動軍が受領し、ツィマット社とジオニック社の協力を受けて改修した実戦配備機。ランドセルを高機動型ゲルググのものに換装、兵装の見直しもおこなわれ、ギャンで指摘された空間機動性能と火力を向上させている。完成した2機は予備パーツとともに突撃機動軍の旗艦直衛部隊に配備されている。改修および配備には、マ・クベ大佐のはたらきかけもあったようだとされる。改めて本機による量産化が上申され、再検討されるも結局実現していない。塗装は赤と白を基調に、一部黒と黄色が配されている。
武装
ビーム・ベイオネット
本機の標準装備で、銃剣型の試作兵装。先端部にビーム剣を、下部には小型のビーム・ガンを装備するが、ゲルググのビーム・ライフルに比べて威力は低く射程も短い。
専用シールド
武器発射機構を排し、白兵戦における防御力を強化しており、装甲材も変更されている。原型機と同様に円形で、中央にはジオン公国章のレリーフが大きく配されている。
作中での活躍
『MSV-R』では、宇宙世紀0079年12月頃のサイド3コロニー「ズム・シティ」の公王庁舎前で新型機の紹介として2機が展示された際に撮影された画像が掲載されている。このような場所での機体展示は異例のことであり、反乱分子によるテロ行為を警戒しての措置とする噂もある。その後ア・バオア・クー防衛戦で実戦参加し、ジム・スナイパーカスタムの撃破を記録している。
漫画『機動戦士ガンダム MSV-R 宇宙世紀英雄伝説 虹霓のシン・マツナガ』では、デギン・ザビ公王のロイヤル・ガードとして2機が登場、0079年末のサイド3宙域におけるシン・マツナガとジョニー・ライデンの戦闘に介入、停戦を命じマツナガの身柄をズム・シティまで移送する。
漫画『機動戦士ガンダム MSV-R ジョニー・ライデンの帰還』では、0090年にFSS所有の機体が登場。ザンジバル級機動巡洋艦「サングレ・アスル」捜索のために宇宙へ上がったアーガマ級強襲巡洋艦「ニカーヤ」に搭載され、ユーマ・ライトニングが搭乗する。標準塗装の赤が青に変更されており、シールドには公国章の代わりにFSSのマークが描かれている。コックピットは全天周囲モニター・リニアシートに換装されている。コンペイトウ宙域での演習の最中、乱入してきたヴァースキ大尉のジム・ナイトシーカーと交戦、その後に現れたシャア専用ディジェとも交戦する。

### ギャン［ジル・ジグラ機］
漫画「ザ・ブルー・ディスティニー」に登場（型式番号：YMS-15J）。
メカニックとして地球連邦軍に潜入中のジル・ジグラが、地上に保管されていたギャンの内部パーツ（マ・クベ機の予備パーツ）を入手し、連邦軍の技術とパーツによって稼働状態に仕上げた機体。予備パーツであるため、本機はギャンの生産数に含まれていない。塗装は薄紫とダーク・グレーを基調とする。

### ギャンEX
書籍『GUNDAM WEAPONS 2』掲載の近藤和久の漫画「OPERATION TITAN」（のちに単行本『新MS戦記 機動戦士ガンダム短編集』などに収録）に登場（型式番号：MS-15PLUS）。初掲載時には「MS-15S ギャン」という名称であった。
宇宙世紀0083年に木星圏でシャア・アズナブルが搭乗。ビーム・ライフルを携行している。

### ギャン改
ゲーム『SDガンダム GGENERATION（第1作）』ほかに登場（型式番号：MS-15K）。アクシズで開発された機体で、運動性が高く、全体的な性能は同時期に開発されていたバウを上回っていたが、汎用性が低かったために量産化は見送られている。その後、騎士型MSとして開発が続けられ、R・ジャジャとなったとされる。
漫画『機動戦士ガンダム ウェアヴォルフ』では、アクシズの騎士クラート・ニクスが搭乗し、単騎でティターンズの試験機ウェアヴォルフと交戦する。敵機のパイロットは補欠のレト・シーアであり、なすすべもなく衝撃で気を失うが、パイロット不在の状態で覚醒し、それまでとは異なる圧倒的な力をもって左脚を切断され、増援の到着もあり撤退する。

## 『機動戦士ガンダム サンダーボルト 外伝』におけるギャン
ウェブコミック『機動戦士ガンダム サンダーボルト 外伝』では、下記のボス・ロレンツォカスタムのほか、「ひまわり」では裏切り者となったペトロ・ガルシアを追うベラ・ファミガ少佐率いる公国軍残党のチベから4機が出撃。サイド6の領空外でビリー・ヒッカムのサイコミュ高機動試験用ザクと交戦するが、損傷を与えられず逃げられる（こちらの被害は不明）。『サンダーボルト』に登場するほかのMSと同様に独自のアレンジがほどこされており、同作のゲルググと同型のバックパックを装備している。ゲルググ用の銃身がランス状のビーム・ライフルを携行、シールドはニードル・ミサイルの搭載は不明で、6つの発射口からハイド・ボンブではなく短いミサイルのようなものを発射している。カラーリングはおおむね原作版を踏襲している。

### ギャン ボス・ロレンツォ・カスタム
『サンダーボルト 外伝』の「砂漠の掟」に登場（型式番号：YMS-15）。名称は模型雑誌『ホビージャパン』2019年11月号による。
砂漠に落下したスペース・コロニーの残骸にできたオアシス「竜骨街」を根城とするロレンツォ・ファミーリアのボス・ロレンツォが搭乗する。本機を目にしたショーン・ミタデラは「ジオンのエリート士官専用のMS」と呼んでいる。武装は、ビーム・サーベルは原作版と同様だが、シールドにニードル・ミサイルは搭載されておらず、上記と同じく短いミサイルのようなものを発射している。バックパックは原作版を踏襲しており、カラーリングは一部が金色で塗り分けられ、頭頂部のアンテナには赤く細い旗をなびかせている。
ドレイク・ハンターズから強奪し出品したビッグ・ガンのオークションを台無しにし（ただし、おかげで値段は釣り上がっている）、拠点であるダブデ陸戦艇を破壊したショーンのグフカスタムと交戦するが、加勢に入ったモニカ・エル・ビアンキのガンダム・バウンサーによって頭部を損傷する。直後に竜骨街の顔役であるイエン老師のアッザムの介入により停戦となる。

## 『機動戦士Gundam GQuuuuuuX』におけるギャン

### エグザベ専用ギャン（ハクジ装備）
ジオン公国軍が開発した白兵戦用MS。推進器も兼ねる大型複合兵器「ハクジ」を備える（型式番号：MS-15/H）。

## 関連機・後継機

### カリョーヴィン
ムック『RPGマガジングレイト』Vol.3掲載のテーブルトークRPG用シナリオ「マ・クベの遺産」に登場。マ・クベがキシリアに献上すべく開発させた白兵戦用の試作MSで、一年戦争中にBC兵器と共にどこかに隠され「マ・クベの財宝」として語られている。キシリアを模した機動性の高い細身のボディを持ち、浮遊煙幕弾ポッドで煙幕を張った後に、伸縮自在のビーム・スピアを用いて攻撃する一撃離脱戦法を基本とする。ほかにミサイル・ランチャーを装備。
ギャンとの直接的な関連は記載されていないが、マ・クベおよびキシリアとの関連から便宜的に本記事に記載する。

### ガルバルディα
ペズン計画で開発された機体で、本機とゲルググのハイブリッド・タイプとされる。一年戦争終結後に連邦軍に接収され、ガルバルディβとして量産化されている。

### R・ジャジャ
テレビアニメ『機動戦士ガンダムΖΖ』に登場。ギャンの設計思想を受け継いた機体で、騎士用MS。

### RFギャン
漫画『機動戦士ガンダムF90』が初出で、名称や型式番号はゲーム『SDガンダム GGENERATION-F』で設定された（型式番号：OMS-15RF）。
オールズモビル（火星独立ジオン軍）によって開発された機体。従来のギャン系統と同様の武装（ビーム・サーベルは「ビーム・セイバー」と表記）に加え、ヒート・ロッドを装備している。高性能ゆえに製造コストが高く、搭乗は上級指揮官かエース・パイロットに限定されている。なお、ほかのオールズモビルのMSと異なり、ゲーム『機動戦士ガンダムF91 フォーミュラー戦記0122』には登場しない。